# Мысовская, Анна Дмитриевна
Анна Дмитриевна Мысовская (Мыссовская) (5 (17) марта 1840, Коломна — 26 октября [8 ноября] 1912, Нижний Новгород) — российская поэтесса, писательница и журналистка, сотрудница «Волжского вестника» и «Нижегородского листка».

## Биография
Родилась в Коломне 5 (17) марта 1840 года в семье врача резервной дивизии 4-го пехотного корпуса; мать происходила из дворян Тверской губернии.
Выросла в Нижнем Новгороде, впоследствии жила в Гродно и Вильно, но в 1874 году вернулась в родной город и прожила в нём до конца жизни. Получила хорошее домашнее образование. Её квартира на Тихоновской улице (ныне улица Ульянова, дом 22) была местом устройства нижегородских литературных вечеров, на которых бывали В. Г. Короленко, Н. Ф. Анненский, А. С. Гациский, А. М. Горький и другие.
Первые стихотворения Мысовской были опубликованы в «Отечественных записках» (в 1863 или в 1873 году[уточнить]). В «Пантеоне Литературы» А. Н. Чудинова печатались её переводы с немецкого, французского, польского языков — А. Мицкевича, А. Мюссе. По поручению А. Н. Островского она перевела стихами комедию де Банвилля «Жена Сократа» и переработала английскую феерию-комедию «Белая роза», которая должна была служить первым опытом по осуществлению мысли Островского о замене балета «драматизированными сказками»; но по причине смерти Островского этот опыт не состоялся. Письма к ней Островского были напечатаны в «Русской мысли» 1890 года (№ 12).
Написала также ряд народных сказок и рассказов, также вышедших отдельным изданием. В газетах «Волжский вестник» (Казань), «Нижегородский листок», «Волгарь» печатались её стихотворения и басни.
К. Д. Клочков на стихи Мысовской написал несколько музыкальных произведений, изданных Юргенсоном в 1901 году.
Скончалась 26 октября (8 ноября) 1912 года. Была похоронена на Казанском кладбище при Нижегородском Крестовоздвиженском монастыре . Незадолго до смерти было напечатано «Собрание сочинений А Д. Мысовской» (Нижний Новгород: Нижегор. о-во «Ясли», 1910. — [6], 92, II с.).